# Johnny Winter (album)
| Recensione   | Giudizio      |
| ------------ | ------------- |
| AllMusic     | [ 2 ]         |
| Sputnikmusic | 5.0 (Classic) |

Johnny Winter è il secondo album di Johnny Winter, pubblicato dalla Columbia Records nell'aprile del 1969.
L'album si classificò alla ventiquattresima posizione della classifica statunitense di The Billboard 200 del (7 giugno) 1969.

## Tracce
Lato A
1. I'm Yours and I'm Hers – 4:27 (Johnny Winter)
2. Be Careful with a Fool – 5:15 (B.B. King, Joe Josea)
3. Dallas – 2:45 (Johnny Winter)
4. Mean Mistreater – 3:53 (James Gordon)

Lato B
1. Leland, Mississippi Blues – 3:19 (Johnny Winter)
2. Good Morning Little School Girl – 2:45 (Sonny Boy Williamson I)
3. When You Got a Good Friend – 3:40 (Robert Johnson)
4. I'll Drown in My Tears – 4:44 (Henry Glover)
5. Back Door Friend – 2:57 (Stanley Lewis, Lightnin' Hopkins)

Edizione CD del 2004, pubblicato dalla Columbia Records (511230 2)
1. I'm Yours and I'm Hers – 4:29 (Johnny Winter)
2. Be Careful with a Fool – 5:14 (B.B. King, Joe Josea)
3. Dallas – 2:45 (Johnny Winter)
4. Mean Mistreater – 3:52 (James Gordon)
5. Leland Mississippi Blues – 3:29 (Johnny Winter)
6. Good Morning Little School Girl – 2:43 (Sonny Boy Williamson I)
7. When You Got a Good Friend – 3:38 (Robert Johnson)
8. I'll Drown in My Tears – 4:43 (Henry Glover)
9. Back Door Friend – 2:55 (Lightnin' Hopkins, Stan Lewis)
10. Country Girl – 3:06 (B.B. King) – Bonus Track - Previously Unreleased
11. Dallas (with Band) – 3:36 (Johnny Winter) – Bonus Track - Previously Unreleased
12. Two Steps from the Blues – 2:35 (John Riley Brown, Deadric Malone) – Bonus Track - Previously Unreleased

## Formazione
- Johnny Winter - chitarra solista, chitarra slide, armonica (harp), voce
- Tommy Shannon - basso
- Uncle John Turner - percussioni

Musicisti aggiunti
- Willie Dixon - contrabbasso (brano: Mean Mistreater)
- Big Walter Horton - armonica (harp) (brano: Mean Mistreater)
- Edgar Winter - sassofono alto (brano: Good Morning Little School Girl)
- Edgar Winter - pianoforte (brano: I'll Drown in My Tears)
- A. Wynn Butler - sassofono tenore (brani: Good Morning Little School Girl e I'll Drown in My Tears)
- Karl Garin - tromba (brani: Good Morning Little School Girl e I'll Drown in My Tears)
- Stephen Ralph Sefsik - sassofono alto (brano: I'll Drown in My Tears)
- Norman Ray - sassofono baritono (brano: I'll Drown in My Tears)
- Carrie Hossell - accompagnamento vocale, cori (brano: I'll Drown in My Tears)
- Elsie Senter - accompagnamento vocale, cori (brano: I'll Drown in My Tears)
- Peggy Bowers - accompagnamento vocale, cori (brano: I'll Drown in My Tears)

Note aggiuntive
- Johnny Winter - produttore
- Eddie Kramer - consulente alla produzione
- Steve Paul - spiritual producer
- Registrato nel febbraio e marzo del 1969 a Nashville, Tennessee, Stati Uniti
- Ed Hudson, Charlie Bragg e Neil Wilburn - ingegneri delle registrazioni
- Ron Coro - design copertina album
- Lloyd Ziff - flyleaf design
- Sandy Speiser - fotografia copertina album
- Hiro ed Eddie Kramer - altre fotografie
- Steve Paul - note retrocopertina album[6]